# Veracevina
La Veracevina es un alcaloide que se encuentra en las semillas de Schoenocaulon officinale.  Se usa como insecticida en medicina veterinaria.